# Estoński Chrześcijański Kościół Prawosławny
Estoński Chrześcijański Kościół Prawosławny (dawniej: Estoński Kościół Prawosławny Patriarchatu Moskiewskiego) – samorządny Kościół prawosławny pozostający w jurysdykcji Patriarchatu Moskiewskiego. Na terenie Estonii Estoński Chrześcijański Kościół Prawosławny działa równolegle z Estońskim Apostolskim Kościołem Prawosławnym, podległym Patriarchatowi Konstantynopolitańskiemu. Liczbę wiernych Estońskiego Kościoła Prawosławnego w 2024 r. szacowano na 100 tys. osób.
Tradycyjnie wyznaniem dominującym w Estonii był protestantyzm (luteranizm), podczas gdy prawosławie pozostaje wyznaniem mniejszości rosyjskiej i rosyjskojęzycznej. Wyniki spisu powszechnego w 2013 r. wykazały jednak, że właśnie prawosławie, wobec laicyzacji społeczeństwa, znacznie bardziej posuniętej wśród Estończyków niż Rosjan, stało się największym liczebnie wyznaniem w państwie.

## Struktura Kościoła
Zwierzchnikiem Kościoła jest metropolita Tallinna i całej Estonii Eugeniusz (Rieszetnikow). Drugą eparchią Kościoła, narewską (wydzieloną w 2011 z eparchii tallińskiej), kieruje biskup Łazarz (Gurkin). Na terenie Estonii znajduje się 37 parafii i 1 żeński klasztor, Piuchticki Monaster Zaśnięcia Matki Bożej (od 1990 stauropigialny; podlega bezpośrednio patriarsze moskiewskiemu i całej Rusi).

## Historia
Chrześcijaństwo w obrządku wschodnim na terenie dzisiejszej Estonii pojawiło się za sprawą misjonarzy z Nowogrodu i Pskowa w X–XII w. W 1030 wzmiankowana jest społeczność chrześcijan obrządku wschodniego w dzisiejszym Tartu. Wpływy prawosławia zostały ostatecznie zredukowane w XIII wieku po ekspansji zakonu kawalerów mieczowych. W XVII i XVIII w. na teren Estonii uciekło wielu staroobrzędowców. Gwałtowny przyrost ilości prawosławnych nastąpił po aneksji ziem estońskich do Imperium Rosyjskiego. Obszar ten od 1850 należał do eparchii ryskiej.
Status Kościoła samorządnego został nadany Estońskiemu Kościołowi Prawosławnemu przez patriarchę Tichona w 1920. Pierwszym jego zwierzchnikiem został metropolita Aleksander (Paulus). W 1923 Estoński Kościół Prawosławny, nie bez nacisków ze strony władz państwowych, wystąpił o przejście pod jurysdykcję patriarchy Konstantynopola, czego Rosyjska Cerkiew Prawosławna nie uznała. W 1939 Estoński Kościół Prawosławny posiadał 159 działających parafii, jedno seminarium duchowne oraz trzy monastery.
Po włączeniu Estonii do ZSRR władze państwowe zaczęły utrudniać działalność Kościoła, podobnie jak wszystkich związków wyznaniowych. Część wiernych, na czele z metropolitą Aleksandrem, zdecydowała się na emigrację i powołanie zagranicznego egzarchatu podległego patriarsze Konstantynopola. Struktury kościelne pozostałe w Estonii zostały ponownie włączone do Rosyjskiego Kościoła Prawosławnego.
Po upadku ZSRR część duchowieństwa prawosławnego w Estonii postanowiła wrócić pod jurysdykcję patriarchy Konstantynopola, część była temu przeciwna. W ten sposób na terenie kraju działają dwa Kościoły prawosławne: Estoński Kościół Prawosławny Patriarchatu Moskiewskiego oraz Estoński Apostolski Kościół Prawosławny. Obydwie struktury nie utrzymywały ze sobą kontaktów, a konflikt między nimi doprowadził do pogorszenia relacji między Rosyjskim Kościołem Prawosławnym a Patriarchatem Konstantynopolitańskim. W 2010 obydwa Kościoły estońskie zadeklarowały jednak chęć wznowienia kontaktów.
W 2024 r., po rozmowach między przedstawicielami Kościoła i rządu estońskiego, obie strony ogłosiły, iż Estoński Kościół Prawosławny opuści jurysdykcję Patriarchatu Moskiewskiego. Ministerstwo spraw wewnętrznych Estonii zamierza wystąpić w roli pośrednika między Estońskim Kościołem Prawosławnym i Patriarchatem Konstantynopolitańskim, by docelowo doszło do zjednoczenia wszystkich prawosławnych struktur w kraju w jednym niezależnym Kościele.
W 2025 r. estońska cerkiew na żądanie wydziału rejestracyjnego Sądu Powiatowego w Tartu zmieniła dotychczasową nazwę Estoński Kościół Prawosławny Patriarchatu Moskiewskiego na Estoński Chrześcijański Kościół Prawosławny. W kwietniu 2025 r. estoński parlament przyjął ustawę obligującą cerkiew do zerwania więzi religijnych z Patriarchatem Moskiewskim.